# والتر إس. جيفريز
والتر إس. جيفريز هو سياسي أمريكي، ولد في 16 أكتوبر 1893 في أتلانتيك سيتي في الولايات المتحدة، وتوفي في 11 أكتوبر 1954 في مارغيت في الولايات المتحدة. نشط حزبياً في الحزب الجمهوري. وقد انتخب عضو مجلس النواب الأمريكي ‏.